# Сан-Хуан-Канкук
Сан-Хуан-Канку́к (исп. San Juan Cancuc) — посёлок в Мексике, штат Чьяпас, входит в состав одноимённого муниципалитета и является его административным центром. Численность населения, по данным переписи 2020 года, составила 8477 человек.

## Общие сведения
Поселение было основано в доиспанский период народом цельтали, которые называли его Канкук, что можно перевести как — звёздный кетцаль.
В 1486 году регион был захвачен ацтекским генералом Тлильтотлем, командовавшим войсками императора Ауисотля.
В колониальный период для евангелизации местного населения в поселении была построена церковь Святого Иоанна, а деревня получила название Сан-Хуан-Канкук.
В 1712 году жители деревни участвовали в восстании коренных народов.
В 1774 году деревня упоминается в принадлежности к мэрии Сьюдад-Реаля.
13 ноября 1883 года штат Чьяпас делится на 12 департаментов, а Сан-Хуан-Канкук входит в состав департамента Чилон.
23 августа 1989 года Сан-Хуан-Канкук становится административным центром собственного муниципалитета.